# Liechtensteiner Cup 2020/21
Der Liechtensteiner Cup 2020/21 (offiziell: Aktiv-Cup) war die 76. Austragung des Fussballpokalwettbewerbs der Herren in Liechtenstein. Der Wettbewerb startete am 24. August 2020 und hätte bis Mai 2021 in fünf Runden im K.-o.-System ausgespielt werden sollen. Ende Mai 2021 wurde der Wettbewerb wie im Vorjahr aufgrund der COVID-19-Pandemie abgebrochen. Als Teilnehmer an der Qualifikation zur Europa Conference League nominierte der LFV den Rekordpokalsieger FC Vaduz.

## Modus
Sämtliche Liechtensteiner Mannschaften, die am Schweizer Ligensystem teilnehmen, sind auch für den Liechtensteiner Cup gemeldet. Das heisst, dass auch Zweit- und Drittmannschaften mitspielen. Dabei gibt es bei der Auslosung der Begegnungen keine Einschränkungen, sodass auch Mannschaften desselben Vereins einander zugelost werden können. Die vier höchstklassierten Liechtensteiner Teams steigen erst im Viertelfinal ein.
Der Liechtensteiner Cup wird im K.-o.-System ausgetragen. Die Spiele fanden an folgenden Daten statt:
- 1. Vorrunde (24./26. August 2020): 6 Teams, die Sieger sind für die 2. Vorrunde qualifiziert.
- 2. Vorrunde (17./18./22./23. September 2020): 8 Teams, die Sieger wären für die Viertelfinals qualifiziert gewesen.
- Viertelfinals (abgesagt): 8 Teams, die Sieger wären für die Halbfinals qualifiziert gewesen.
- Halbfinals (abgesagt): 4 Teams, die Sieger wären für das Endspiel qualifiziert gewesen.
- Final (abgesagt)

## Teilnehmende Mannschaften
Folgende 15 Mannschaften waren für den Wettbewerb gemeldet.
| Super League (I) | 1. Liga (IV)                 | 2. Liga (VI) | 3. Liga (VII)                                  | 4. Liga (VIII)                                                            | 5. Liga (IX)                                |
| ---------------- | ---------------------------- | ------------ | ---------------------------------------------- | ------------------------------------------------------------------------- | ------------------------------------------- |
| FC Vaduz         | USV Eschen-Mauren FC Balzers | FC Ruggell   | FC Triesen FC Triesenberg USV Eschen-Mauren II | FC Balzers II FC Ruggell II FC Schaan FC Triesen II USV Eschen-Mauren III | FC Schaan II FC Triesenberg II FC Vaduz III |

## 1. Vorrunde
Die drei Partien der 1. Vorrunde fanden am 24. und 26. August 2020 statt. Neben den vier höchstklassierten Liechtensteiner Teams (FC Vaduz, USV Eschen-Mauren, FC Balzers, FC Ruggell) hatten der FC Triesen, FC Triesen II, FC Ruggell II, FC Triesenberg II und der FC Vaduz III für diese Runde ein Freilos.
| Datum      |               | Ergebnis        |                       |
| ---------- | ------------- | --------------- | --------------------- |
| 24.08.2020 | FC Schaan     | 4:4 (9:8 n. E.) | USV Eschen-Mauren III |
| 26.08.2020 | FC Schaan II  | 0:6             | FC Triesenberg        |
| 28.08.2019 | FC Balzers II | 4:1             | USV Eschen-Mauren II  |

## 2. Vorrunde
Die vier Partien der 2. Vorrunde fanden am 17. und 18. sowie am 22. und 23. September 2020 statt. Zu den drei siegreichen Mannschaften der 1. Vorrunde stiessen in dieser Runde der FC Triesen, FC Triesen II, FC Ruggell II, FC Triesenberg II und der FC Vaduz III dazu. Die vier höchstklassierten Liechtensteiner Teams (FC Vaduz, USV Eschen-Mauren, FC Balzers, FC Ruggell) hatten für diese Runde ein Freilos.
| Datum      |                   | Ergebnis        |                |
| ---------- | ----------------- | --------------- | -------------- |
| 17.09.2020 | FC Ruggell II     | 2:2 (5:6 n. E.) | FC Triesen     |
| 18.09.2020 | FC Schaan         | 6:1             | FC Triesen II  |
| 22.09.2020 | FC Triesenberg II | 0:6             | FC Balzers II  |
| 23.09.2020 | FC Vaduz III      | 1:11            | FC Triesenberg |

## Viertelfinal
Die vier Partien hätten im Frühjahr 2021 stattfinden sollen.
|                | Ergebnis |                   |
| -------------- | -------- | ----------------- |
| FC Triesen     | abgesagt | FC Balzers        |
| FC Balzers II  | abgesagt | FC Ruggell        |
| FC Triesenberg | abgesagt | USV Eschen-Mauren |
| FC Schaan      | abgesagt | FC Vaduz          |